# Casa-fàbrica Castanyer-Comas
La casa-fàbrica Castanyer-Comas és un edifici situat als carrers d'en Tantarantana i Vermell (actualment Allada-Vermell) de Barcelona, catalogat com a bé amb elements d'interès (categoria C).

## Història

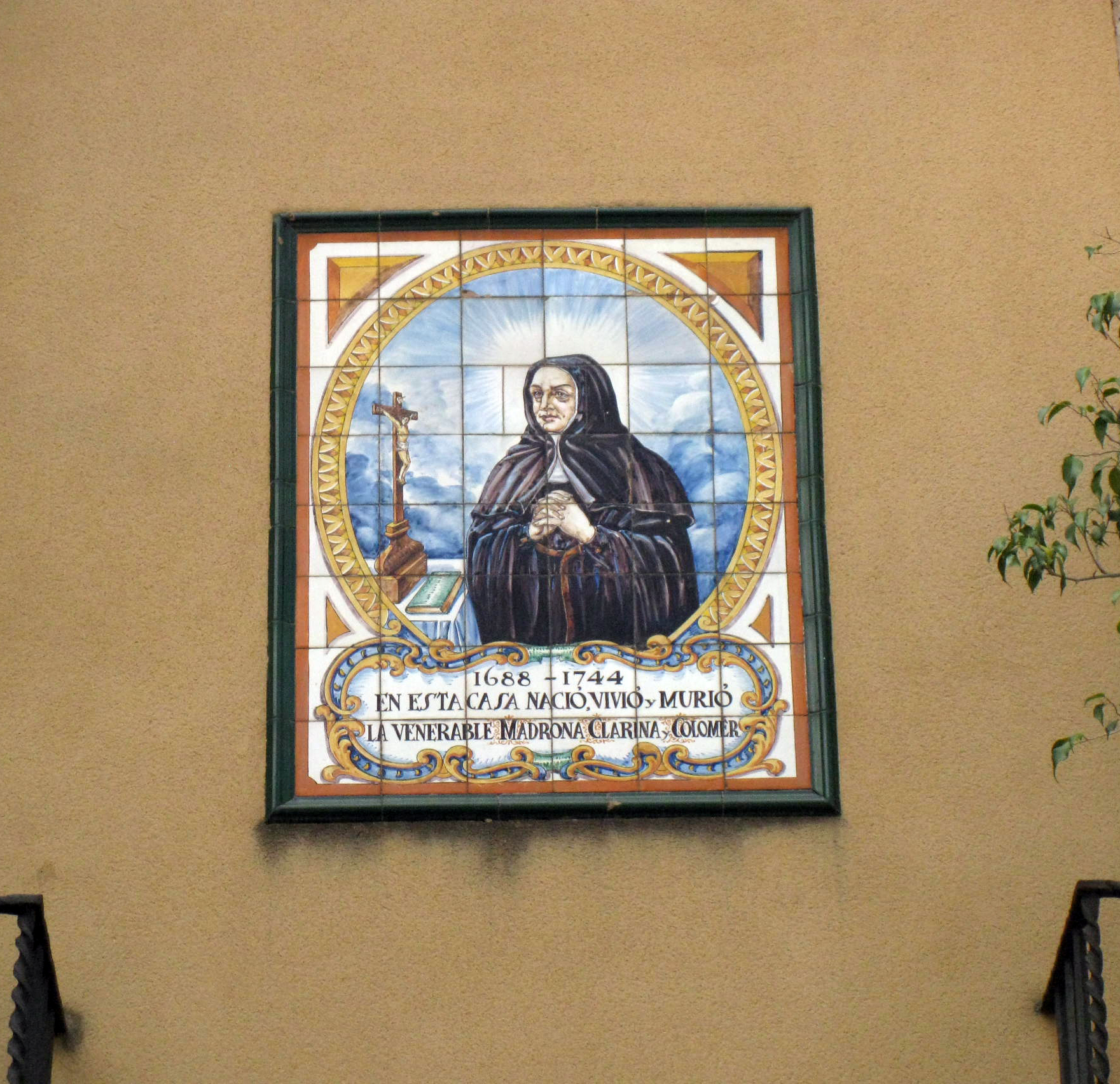
Placa commemorativa de Madrona Clarina i Colomer

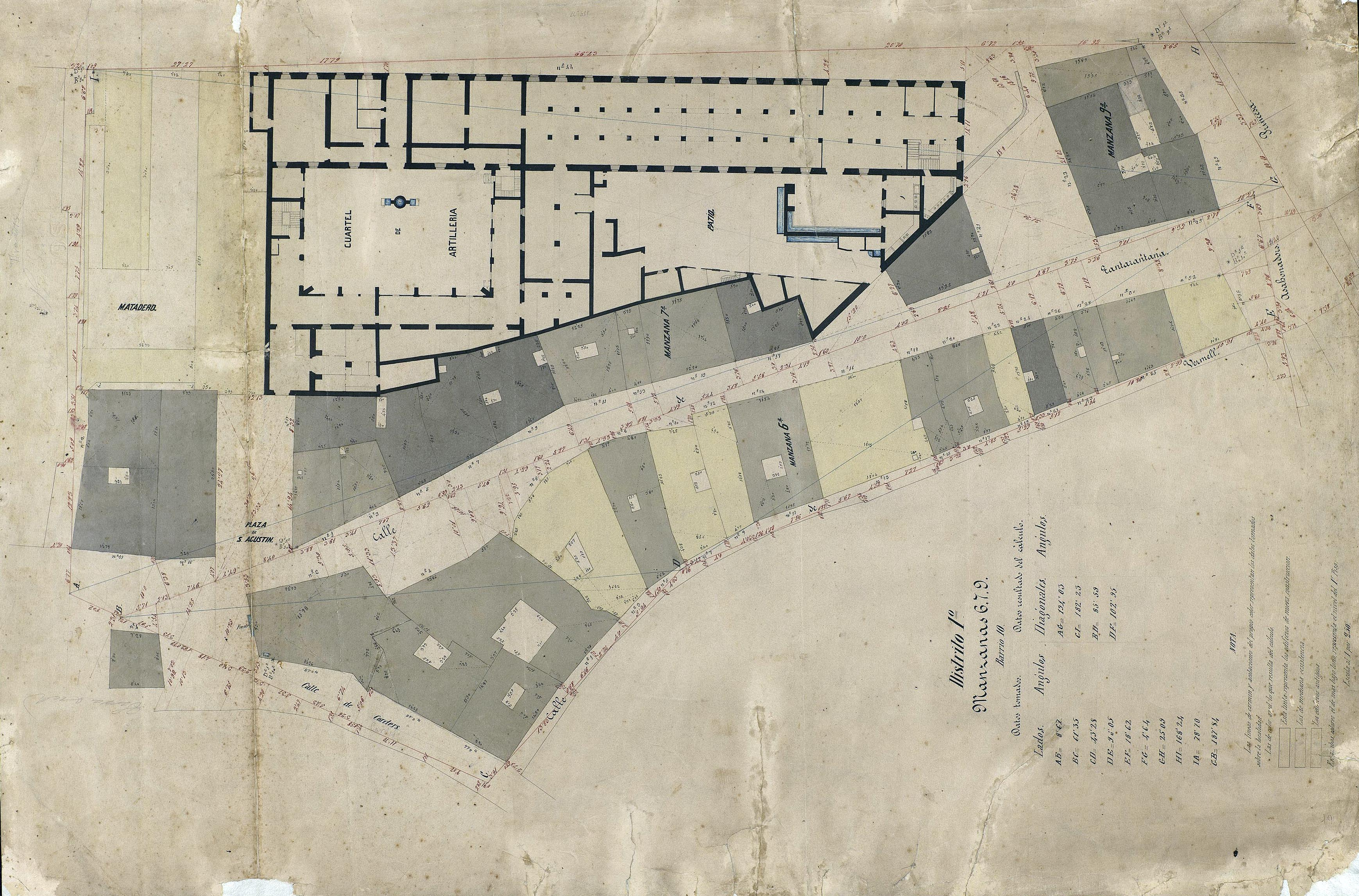
Quarteró núm. 19 de Garriga i Roca (c. 1860)

Segons la documentació notarial, aquesta finca és el resultat de la unió de dues propietats diferents, les cases Colomer i Alegret. El 1645, Miquel Quintana va establir la primera en emfiteusi al paraire Antic Colomer. El seu germà Tomàs, tintorer de draps i paraire, es va casar amb Maria Feu, i la seva filla Teresa Colomer i Feu es va casar amb el corredor d'orella Jaume Joan Clarina. Un dels fills d'aquest matrimoni fou la venerable Madrona Clarina i Colomer, que té una placa commemorativa a la façana.
El 1688, la seva germana Maria Rosa es va casar amb el mercader Joan Puiguriguer. Aquest morí el 1727 i fou succeït pel seu fill Josep Puiguriguer i Clarina, que fou vocal de la Junta de Comerç i comerciant matriculat. El 1770, va adquirir en emfiteusi una casa al costat de la seva al corredor de canvis Ignasi Alegret, la seva esposa Rita Urgellés, i el seu fill Antoni Alegret i Urgellés, i pel que sembla, hi va establir una fàbrica d'indianes.
A la seva mort, llegà la propietat a Josep Fàbregas i Clarina, mercader i ciutadà honrat de Barcelona, que el 1781 la va establir en emfiteusi al sabater Josep Castanyer i Espinal, juntament el dret de prendre aigua del Rec Comtal mitjançant dues palanques. El seu fill Josep Castanyer i Codina (1749-1830) hi va establir una fàbrica d'indianes, i el 1783 va demanar permís per a remuntar-hi un tercer pis. Poc després, el 1785, va demanar novament permís per a reformar-ne la façana, i el 1830, ja cap al final de la seva vida, hi va fer obrir dues finestres.
A la seva mort, fou succeït pel seu fill Joaquim Castanyer i Molet (1804-1858), que a la dècada del 1840 va llogar la casa-fàbrica al fabricant de filats de cotó Pere Llimona. El 1846, va establir la propietat en emfiteusi al fabricant de naips Sebastià Comas i Ricart, que hi va fer reformes. El 1854, va traslladar la producció a la plaça de Sant Agustí Vell, 15 i aquest edifici passà a mans del seu germà Pere, que hi tenia uns safaretjos públics (destruïts per a la construcció d'un aparcament), i els altres espais eren llogats a diversos fabricants.